# Busturia
Busturia – gmina w Hiszpanii, w prowincji Biskaja, w Kraju Basków, o powierzchni 19,63 km². W 2011 roku gmina liczyła 1745 mieszkańców.